# Zodiac (trilha sonora de 2007)
Duas trilhas sonoras foram lançadas para o filme Zodiac de 2007. A primeira foi lançada pela Lakeshore Records em 27 de fevereiro de 2007 e apresenta várias canções populares relativas aos períodos de tempo abrangidos no filme.
Originalmente, David Fincher imaginava a trilha sonora do filme sendo composta de 40 pistas de música vintage abrangendo quase três décadas da história do zodíaco. No entanto, o diretor sentiu que uma trilha sonora original também fosse necessária  “para tirar a parte emocional do filme para outro nível”, lembra o designer de som do filme e colaborador de longa data Ren Klyce.

## Faixas
| N.º | Título                                    | Artista                     | Duração |  |
| 1.  | "Easy to Be Hard"                         | Three Dog Night             | 3:15    |  |
| 2.  | "Sky Pilot"                               | Eric Burdon and the Animals | 7:33    |  |
| 3.  | "Soul Sacrifice"                          | Santana                     | 6:37    |  |
| 4.  | "Bernadette"                              | Four Tops                   | 3:02    |  |
| 5.  | "(I Never Promised You A) Rose Garden"    | Lynn Anderson               | 2:57    |  |
| 6.  | "I Want to Take You Higher"               | Sly and the Family Stone    | 5:25    |  |
| 7.  | "Hyperbolicsyllabicsesquedalymistic"      | Isaac Hayes                 | 9:41    |  |
| 8.  | "Inner City Blues (Make Me Wanna Holler)" | Marvin Gaye                 | 5:29    |  |
| 9.  | "Brother Louie"                           | Stories                     | 3:57    |  |
| 10. | "The Hurdy Gurdy Man"                     | Donovan                     | 3:20    |  |
| 11. | "It's Not For Me To Say"                  | Johnny Mathis               | 3:06    |  |
| 12. | "Mary's Blues"                            | John Coltrane               | 6:47    |  |
| 13. | "Solar"                                   | Miles Davis                 | 4:44    |  |
| 14. | "The Sound of the City"                   | The Johnny Mann Singers     | 1:14    |  |
| 15. | "I Believe"                               | Tears for Fears             | 4:53    |  |

## Trilha por David Shire
No início, foi decidido que apenas dez minutos era necessário e isso aumentou gradualmente até que ele percebeu que não havia dinheiro para a partitura, apenas para as 40 pistas musicais. Depois de usar a música de The Conversation e All the President's Men para a trilha temporária do filme, foi decidido que elas deveriam receber David Shire (compositor de ambos os filmes) para fazê-la. Fincher estava ansioso para trabalhar com Shire como All the President’s Men foi um dos seus filmes favoritos e uma das principais influências cinematográficas no Zodiac. Shire compôs 37 minutos de música apresentadas pela Orquestra de São Francisco e disse: “Existem 12 signos do Zodíaco e há uma maneira de usar a música atonal e tonal. Então usamos 12 notas, nunca repetimos nenhuma delas, mas as manipulamos.” Ele usou instrumentos específicos para representar os personagens: o trompete para Toschi, o solo de piano para Graysmith e as cordas dissonantes para o assassino do Zodíaco.

## Faixas
| N.º | Título                                  | Duração |  |
| 1.  | "Aftermaths"                            | 4:08    |  |
| 2.  | "Graysmith"                             | 1:29    |  |
| 3.  | "Law & Disorder"                        | 4:16    |  |
| 4.  | "Trailer Park"                          | 2:51    |  |
| 5.  | "Dare to Dream"                         | 1:21    |  |
| 6.  | "Avery & Graysmith, Toschi & Armstrong" | 3:29    |  |
| 7.  | "Graysmith Obsessed"                    | 4:09    |  |
| 8.  | "Are You Done?"                         | 2:22    |  |
| 9.  | "Closer & Closer"                       | 3:14    |  |
| 10. | "Confrontation"                         | 3:34    |  |
| 11. | "Graysmith's Theme"                     | 2:35    |  |
| 12. | "Toschi's Theme" (Não usada)            | 2:10    |  |
| 13. | "Graysmith's Theme" (Versão Piano)      | 4:19    |  |

- A última faixa no álbum de partituras é apenas uma extensão de um minuto e meio. Depois que a música é feita, trinta segundos de silêncio são tocados e em seguida, um trecho de uma conversa entre o diretor David Fincher e compositor David Shire é ouvido.

## Outras canções do filme
| Ano  | Artista                        | Canção                                      | Nota                                                                                       |
| 1968 | Gary Puckett and the Union Gap | Young Girl                                  |                                                                                            |
| 1969 | Oliver                         | Jean                                        | Bryan Hartnell e Cecelia Shepard dirigem para o Lago Berryessa                             |
| 1967 | Vanilla Fudge                  | Bang Bang (My Baby Shot Me Down)            | Tocada durante a sequência do assassinato de Paul Stine                                    |
| 1968 | José Feliciano                 | Don't Let the Sun Catch You Crying          | Dave Toschi e Bill Armstrong se dirigem a cena do assassinato de Stine                     |
| 1969 | Tommy James and the Shondells  | Crystal Blue Persuasion                     |                                                                                            |
| 1950 | Perry Como                     | There is No Christmas Like a Home Christmas | Melvin Belli discute sua carta do Zodíaco com a polícia                                    |
|      | Mario Lanza                    | Arrivederci, Roma                           |                                                                                            |
| 1970 | Anne Murray                    | Snowbird                                    | Tocada durante a cena do restaurante onde Armstrong está compartilhando seu BLT com Toschi |
| 1972 | America                        | A Horse with No Name                        | Tocada na montagem "quatro anos mais tarde" (apenas no corte do diretor)                   |
| 1972 | The Temptations                | Papa Was a Rollin' Stone                    | Tocada na montagem "quatro anos mais tarde" (apenas no corte do diretor)                   |
| 1972 | Roberta Flack                  | Killing Me Softly with His Song             | Tocada na montagem "quatro anos mais tarde" (apenas no corte do diretor)                   |
| 1975 | Janis Ian                      | At Seventeen                                | Tocada na montagem "quatro anos mais tarde" (apenas no corte do diretor)                   |
| 1974 | Bachman-Turner Overdrive       | You Ain't Seen Nothing Yet                  | Tocada na montagem "quatro anos mais tarde" (apenas no corte do diretor)                   |
| 1974 | Average White Band             | Pick Up the Pieces                          | Tocada na montagem "quatro anos mais tarde" (apenas no corte do diretor)                   |
| 1975 | Ohio Players                   | Love Rollercoaster                          | Tocada na montagem "quatro anos mais tarde" (apenas no corte do diretor)                   |
| 1977 | Steely Dan                     | Deacon Blues                                | Avery assiste Graysmith sendo entrevistado na TV                                           |
| 1976 | Boz Scaggs                     | Lowdown                                     | Graysmith e Toschi discutem Arthur Leigh Allen em um restaurante                           |
|      | Thomas Chase Jones             | Spooky Nights                               |                                                                                            |
|      | Lalo Schifrin                  | Tar Sequence                                | TV muzak notícias                                                                          |
| 1978 | Gerry Rafferty                 | Baker Street                                | Graysmith conhece finalmente cara a cara Allen (seu "momento Sherlock Holmes")             |